# Maarja-Liis Ilus

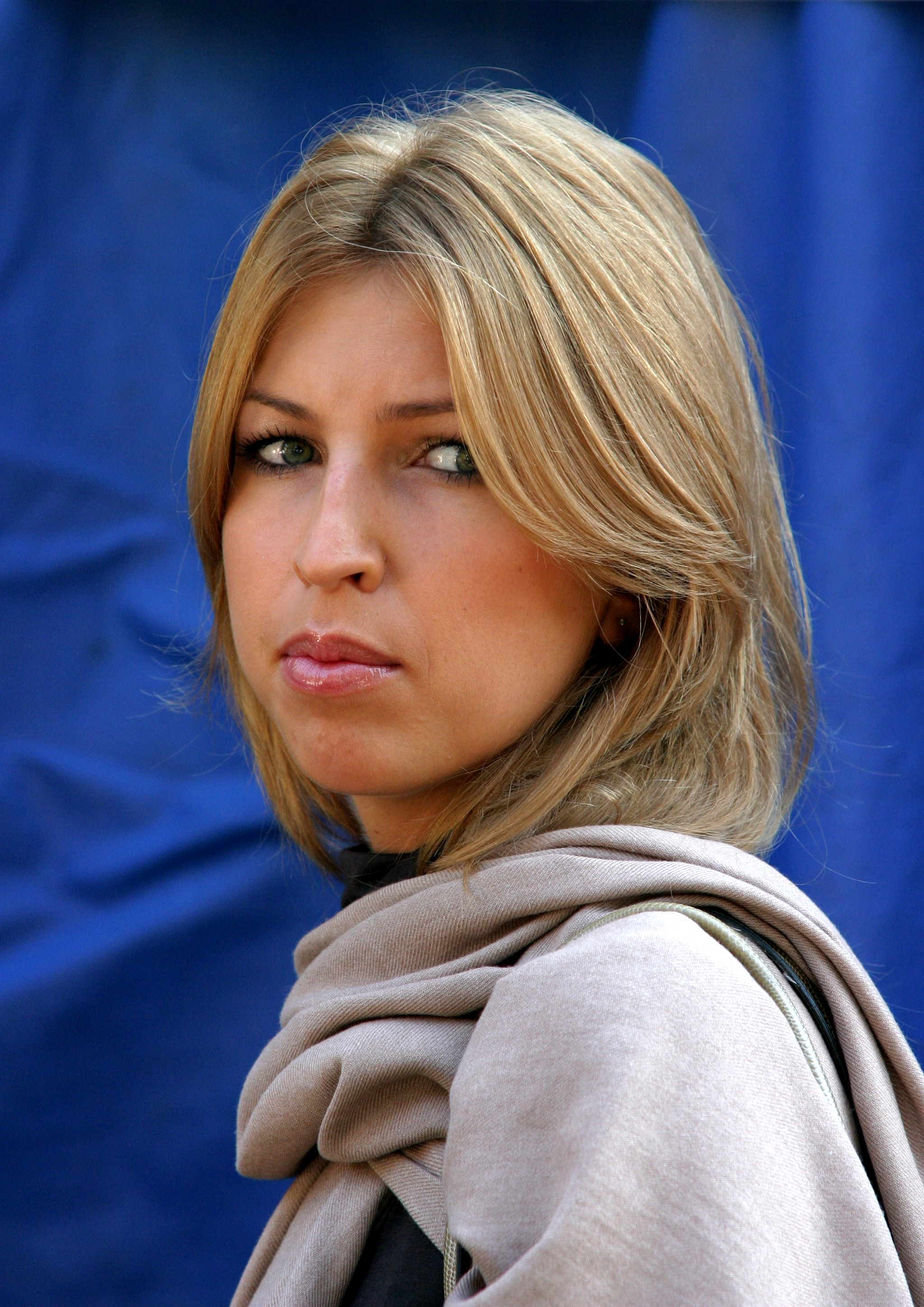
Maarja-Liis Ilus (2006)

Maarja-Liis Ilus (* 24. Dezember 1980 in Tallinn, Estnische SSR) ist eine estnische Sängerin, die zweimal am Eurovision Song Contest teilnahm. Ilus ist seit diesen Teilnahmen eine der bekanntesten und beliebtesten Sängerinnen Estlands und tritt häufig im Fernsehen auf. 

## Biografie
Maarja-Liis Ilus (Künstlername: Maarja) besuchte die Kindermusikschule und das Gymnasium in Tallinn. Nach dem Abitur studierte sie Rechtswissenschaft am Rechtsinstitut der Universität Tartu in Tallinn. Bereits im Alter von vier Jahren stand sie erstmals auf der Bühne. Sie sang und spielte im Laufe ihrer Schulzeit in zahlreichen Kindermusicals in Estland.
Ilus debütierte auf dem Plattenmarkt 1996 mit dem Album Maarja-Liis. Ein Jahr später folgte First in Line, das in Estland ein Erfolg wurde und schließlich auch international veröffentlicht wurde. 1997 gab sie die CD Kaua veel größtenteils in estnischer Sprache heraus. Im Dezember 2001 erschien ihr fünftes Album City Life. 
Im März 2003 trat Ilus im schwedischen Eurovisionsvorentscheid, dem Melodifestivalen, mit dem Titel He Is Always on My Mind im vierten Halbfinale an. Sie erreichte dort aber nur einen sechsten Platz und schied vorzeitig aus. Ein Jahr später versuchte sie es erneut, dieses Mal aber wieder in Estland. Mit dem Titel Homme erreichte sie im Vorentscheid unter zehn Teilnehmern einen vierten Platz.
Ihr bislang letztes Studioalbum Kuldne põld erschien 2012 in Estland.
2004 trat Ilus auch als Sängerin der Gruppe Hinkus in Erscheinung, mit der sie im März 2005 das Album Look Around veröffentlichte. Zwischen 2009 und 2015 war sie außerdem für mehrere Staffeln Jurorin bei Eesti otsib superstaari, der estnischen Variante von Deutschland sucht den Superstar.
Ilus ist mit dem estnischen Songwriter Fred Krieger liiert, mit dem sie seit Januar 2018 eine Tochter hat.

## Eurovision Song Contest
Sie hat zweimal am Eurovision Song Contest teilgenommen: 1996 sang sie als 15-Jährige zusammen mit Ivo Linna Kaelakee hääl und errang den fünften Platz. 1997 erreichte sie mit Keelatud maa für Estland den achten Rang. 2007 moderierte sie zusammen mit Marko Reikop den estnischen Vorentscheid.

## Diskografie

### Studioalben
- 1996: Maarja-Liis
- 1997: First in Line
- 1997: Kaua veel
- 1998: First in Line (nur in Japan)
- 1998: Heart (nur in Japan)
- 2000: City Life
- 2005: Look Around
- 2006: Läbi jäätund klaasi
- 2008: Homme
- 2009: Jõuluingel
- 2012: Kuldne põld

### Singles
- 1996: First in Line
- 1998: Hold Onto Love
- 1998: Hold Onto Love (nur in Japan)
- 2001: All the Love You Needed
- 2003: He Is Always On My Mind
- 2015: Tulilinnud
- 2015: Nii sind ootan

## Ehrenamtliches Engagement
Seit 1999 ist Maarja-Liis Ilus Botschafterin des Guten Willens von UNICEF.